# LAV Tübingen
Die LAV Stadtwerke Tübingen ist ein seit 1993 bestehender Zusammenschluss der Leichtathletik-Abteilungen des Post-SV Tübingen, des SV 03 Tübingen, der TSG Tübingen und des TV Derendingen als Gründungsvereine. Die Abkürzung LAV steht für Leichtathletik-Vereinigung. Die LAV Stadtwerke Tübingen ist eine Trainings- und Startgemeinschaft, als Leichtathletikgemeinschaft. Im Lauf der Jahre schlossen sich die Leichtathletikabteilungen des TSV Lustnau, des SV Pfrondorf und des TSV Hagelloch dieser Startgemeinschaft an. Hauptsponsor sind die namensgebenden Stadtwerke Tübingen.
Der Förderverein LAV Tübingen e. V. ist ein eingetragener Verein, der den Trainings- und Wettkampfbetrieb der LAV finanziell fördert, sowie die LAV-Veranstaltungen ausrichtet. Mitglieder sind alle Athleten der LAV Stadtwerke Tübingen. Erst die gemeinsame Mitgliedschaft in einem der acht Hauptvereine und im Förderverein LAV Tübingen e. V. ermöglicht ein Startrecht für die LAV Stadtwerke Tübingen.
Die LAV Stadtwerke Tübingen beschäftigt ca. 35 Trainer, die etwa 500 Athleten während ca. 45 Trainingsterminen pro Woche betreuen. Für Training und Wettkampf stehen neben den qualifizierten Trainern hochwertige Anlagen und Geräte zur Verfügung. Pro Jahr werden mehrere Trainingslager durchgeführt, die zum Teil disziplin- und trainingsgruppenabhängig an verschiedenen Orten und zu unterschiedlichen Zeiten stattfinden. Der Förderverein LAV Tübingen e. V. richtet pro Jahr mehrere Sportfeste aus, unter anderem die Bahneröffnung mit einem Wettkampf der Kinderleichtathletik, einen Wettkampf mit leichtathletischen Einzeldisziplinen für Jugendliche und Aktive sowie ein Abendsportfest mit wechselnden Themen und Disziplinen (z. B. Running & Music mit Sprint- und Laufdisziplinen, Jump & Sound mit Sprungdisziplinen und das Soundtrack-Meeting mit internationaler Beteiligung). Einer der Höhepunkte des Tübinger Sportjahres wird ebenfalls vom Förderverein LAV Tübingen e. V. veranstaltet: der Tübinger Erbelauf am ersten Sonntag nach Schulbeginn im September.
2014 und 2015 mussten einige bekannte Athleten aus finanziellen Gründen zu anderen Vereinen wechseln.
Seit 2021 wird die LAV Stadtwerke Tübingen von Puma ausgerüstet.

## Bekannte Sportler
Bekannte Athleten der LAV Tübingen waren und sind:
- Dieter Baumann, Mittel- und Langstreckenlauf
- Hanna Klein, Mittel- und Langstreckenlauf
- Jackie Baumann, Langhürden
- Clemens Bleistein, Mittel- und Langstreckenlauf
- Marius Broening, Sprint
- Arne Gabius, Mittel- und Langstreckenlauf
- Filmon Ghirmai, Hindernis- und Langstreckenlauf
- Fabian Heinle, Weitsprung
- Marie-Laurence Jungfleisch, Hochsprung
- Wolfram Müller, Mittel- und Langstreckenlauf
- Peter Rapp, Weitsprung
- Lisa Steinkamp, Weitsprung
- Gregor Traber, Sprint
- Kerstin Werner, Mittelstreckenlauf
- Frederik Ruppert, Hindernislauf